# Matteo Perego di Cremnago
Matteo Perego di Cremnago (Milano, 18 agosto 1982) è un politico italiano, dal 2 novembre 2022 sottosegretario di Stato al Ministero della difesa nel governo Meloni.

## Biografia
Si laurea in filosofia nel 2006 presso l'Università degli Studi di Milano, per poi conseguire due executive master in marketing e corporate finance presso la Scuola di Direzione Aziendale dell'Università Bocconi.
Prima di intraprendere la carriera imprenditoriale presso l'azienda fondata dal suo trisavolo, il cappellificio Cambiaghi, ha lavorato nella Giorgio Armani dove ha ricoperto diversi ruoli tra cui trade marketing and CRM director, e-commerce director, general manager Giorgio Armani India e COO Giorgio Armani Brazil.

### Attività politica
Alle elezioni politiche del 2018 viene candidato ed eletto alla Camera dei deputati tra le liste di Forza Italia nel collegio plurinominale Lombardia 4 - 01. Nella XVIII legislatura della Repubblica è stato componente della 3ª Commissione Affari esteri e comunitari e della 4ª Commissione Difesa, oltre a ricoprire, dal 31 marzo 2021 al 12 ottobre 2022, l'incarico di vice-capogruppo del gruppo parlamentare di Forza Italia alla Camera "Forza Italia-Berlusconi Presidente".
È primo firmatario della legge sulla cosiddetta mini-naja, approvata alla Camera dei deputati il 27 marzo 2019 che avvia un progetto sperimentale per la realizzazione di percorsi formativi in ambito militare di sei mesi per i giovani tra i 18 ed i 22 anni di età.
È primo firmatario delle risoluzioni in Commissione Difesa della Camera dei deputati per l'istituzione del soccorritore militare nelle forze armate (inquadrato con decreto interministeriale difesa - Salute del 20 ottobre 2022), della figura del veterano e del riconoscimento di maggiori indennità economiche alle forze speciali.
Il 15 ottobre 2018 viene nominato vice-coordinatore regionale di Forza Italia in Lombardia, ruolo che ricopre fino all'11 giugno 2019.
Il 21 aprile 2022 viene nominato responsabile nazionale del dipartimento difesa di Forza Italia.
Il 27 luglio 2022 viene insignito del brevetto ad honorem di "Acquisitore Obiettivi" dal 185º Reggimento paracadutisti ricognizione acquisizione obiettivi "Folgore" delle Forze speciali italiane.

#### Sottosegretario alla difesa
Alle elezioni politiche anticipate del 2022 viene ricandidato alla Camera, tra le liste di Forza Italia nel collegio plurinominale Lombardia 1 - 01 in terza posizione, risultando tuttavia non rieletto.
Con la vittoria della coalizione di centro-destra alle politiche del 2022 e la seguente nascita del governo presieduto da Giorgia Meloni, il 31 ottobre 2022 viene indicato dal Consiglio dei ministri come sottosegretario di Stato al Ministero della difesa nel governo Meloni, entrando in carica dal 2 novembre e affiancando il ministro Guido Crosetto, ottenendo poi le deleghe ai rapporti con i sindacati, la legge sull'export, il programma Eurofighter, la giustizia penale militare, la lotta alla contraffazione, la legislazione in materia Cyber e alla Marina Militare Secondo alcune voci, durante la fase della formazione del governo Meloni, Perego è stato proposto come ministro della difesa da Forza Italia, ma la presidente del consiglio ha invece scelto di conferirgli l'incarico attuale di sottosegretario alla difesa.

### Vita privata
Sposato con 3 figli. È molto amico di Luigi Berlusconi, figlio di Silvio Berlusconi.